# Sewak Chanaghjan
Sewak Chanaghjan (ur. 28 lipca 1987 w Mecawanie) – ormiańsko-rosyjski piosenkarz.

## Życiorys
Studiował na w Kolegium Kulturowym w Kursku. Przeprowadził się do Moskwy, gdzie podjął naukę w Państwowej Akademii Maimonidesa.
W 2015 brał udział w czwartej edycji programu Gołos. W 2017 zwyciężył w finale siódmej edycji X-Factor Ukraine. W maju 2018 reprezentował Armenię z piosenką „Qami” w 63. Konkursie Piosenki Eurowizji.